# 1988년 동계 올림픽 필리핀 선수단
1988년 동계 올림픽 필리핀 선수단은 캐나다 캘거리에서 개최된 1988년 동계 올림픽에 참가한 올림픽 필리핀 선수단이다. 필리핀은 일본 삿포로에서 열린 1972년 동계 올림픽 이후 16년 만에 동계 올림픽에 참가했다.

## 알파인스키
미카엘 테루엘 선수가 출전권을 부여받았으나 출전하지는 않았다.

## 루지
남자
| 선수            | 1차    | 1차  | 2차    | 2차  | 3차    | 3차  | 4차    | 4차  | 종합     | 종합 |
| 선수            | 시간   | 순위 | 시간   | 순위 | 시간   | 순위 | 시간   | 순위 | 시간     | 순위 |
| --------------- | ------ | ---- | ------ | ---- | ------ | ---- | ------ | ---- | -------- | ---- |
| 레이몬드 오캄포 | 54.703 | 38   | 51.617 | 36   | 51.926 | 34   | 49.415 | 32   | 3:27.661 | 35   |

## 참조
- 올림픽 공식 결과 보관됨 2012-02-04 - 웨이백 머신